# Jimmy Stayton
Jimmy Stayton (* 1937 in Delaware) ist ein US-amerikanischer Rockabilly-Musiker.
Nachdem Jimmy Stayton seine Schwester in Virginia besucht hatte, entdeckte er erstmals Elvis Presley, der mit seinem neuen Rockabilly-Sun-Sound die Hitparaden stürmte. Stayton gründete, zurück in Delaware, seine eigene Band, The Rockabye Band, und erhielt einen Plattenvertrag bei Blue Hen. Nach zwei Singles, Hot Hot Mama und You’re Gonna Treat Me Right, wechselte er zum Del-Ray Label, wo er den Song The Hep Old Frog veröffentlichte. In den heutigen Tagen sind Staytons Platten bei Rockabilly-Sammlern sehr begehrt. Stayton hielt in Milford in der Amory Hall eigene Barn Dances ab. Er genoss rund um Milford eine hohe Popularität.

## Diskographie
| Jahr | Titel                                                               | Label #         |
| ---- | ------------------------------------------------------------------- | --------------- |
| 1956 | Hot Hot Mama / Why Do You Treat Me This Way                         | Blue Hen BH-220 |
| 1956 | You’re Gonna Treat Me Right / Midnight Blues                        | Blue Hen BH-224 |
| 1963 | The Hep Old Frog / The Only One (For Me)                            | Del-Ray 212     |
|      | Christmas in Frogville / Look Before You Leap (als Leappo the Frog) | Del-Ray 213     |